# 大統領代行
大統領代行（だいとうりょうだいこう、Acting president）とは、現職の大統領が（病気や休暇などで）不在の場合や、（死亡、負傷、辞任、解任、職務停止などで）空席となった場合に、一時的にその国の大統領の役割を代行する存在、或いはそれを担当とする人物のことを指す単語である。
以下の記事では、各国の大統領職務代行者の憲法上の役割について詳しく説明している：
- チリの副大統領（英語版）
- コロンビア共和国大統領代行（英語版）
- フランス元老院議長
- ジョージアの大統領代行
- ドイツ連邦参議院議長（英語版）
- イタリア共和国大統領代行（イタリア語版）
- カザフスタン共和国大統領代行（英語版）
- モルドバの大統領代行
- パキスタン大統領の継承順位（英語版）
- ポーランド共和国大統領代行（英語版）
- ロシア連邦大統領代行（英語版）
- スリランカ大統領の継承順位（英語版）
- トルコ共和国大統領代行（英語版）
- アメリカ合衆国大統領代行
- 大韓民国大統領権限代行